# RSS-40 Buran
O míssil de cruzeiro Buran, designado RSS-40, foi um míssil intercontinental soviético capaz de carregar uma ogiva nuclear de 3.500 kg. O projeto foi cancelado antes do início dos testes em voo. Não está relacionado com o ônibus espacial desenvolvido posteriormente, Buran.

## Desenvolvimento
O projeto foi autorizado em 20 de Maio de 1954, em paralelo com o desenvolvimento do míssil Burya. Entretanto, o desenvolvimento teve início em Abril de 1953 como um sistema míssil-aeronave pela OKB Myasishchev com a designação interna M-40. O projeto foi cancelado em Novembro de 1957, quando dois protótipos estavam prontos para testes em voo, em favor do R-7 Semyorka, uma vez que os ICBMs estavam ganhando mais visão. Assim como o Burya, o Buran consistia de dois estágios, os foguetes designados M-41, e o estágio de míssil de cruzeiro designado M-42.